# Jimmy Darrow
James K. "Jimmy" Darrow (nacido el 25 de septiembre de 1937 en Akron, Ohio y fallecido en la misma ciudad el 8 de junio de 1987) fue un jugador de baloncesto estadounidense que disputó una temporada en la NBA, además de jugar en la NIBL y la ABL. Con 1,78 metros de estatura, lo hacía en la posición de base.

## Trayectoria deportiva

### Universidad
Jugó durante tres temporadas con los Falcons de la Universidad de Bowling Green, en las que promedió 24,2 puntos por partido, segunda mejor marca de la historia de los Falcons, tras Howard Komives, batiendo hasta 19 récords de la universidad. Fue elegido los tres años en el mejor quinteto de la Mid-American Conference, y su anotación de 52 puntos en un partido ante Marshall en 1960 sigue siendo hoy en día récord de la conferencia.

### Profesional
Fue elegido en la trigésimo octava posición del Draft de la NBA de 1960 por St. Louis Hawks, pero acabó jugando un año con los Akron Goodyears de su ciudad natal, antes de fichar al año siguiente con los Hawks, con los que disputó 5 partidos, en los que promedió 2,4 puntos y 1,4 rebotes.
Tras su breve paso por la NBA, fichó por los Cleveland Pipers de la ABL, con los que disputó una temporada, en la que promedió 8,8 puntos y 2,1 asistencias, ganando el título de liga.

## Estadísticas de su carrera en la NBA

### Temporada regular
| Temporada | Edad | Equipo          | Liga | Pos. | P | TIT | MIN | TC  | TCA | %TC  | 3P | 3PA | %3P | TL  | TLA | %TL  | R.OF. | R.DEF. | REB | ASIS | ROB | TAP | PER | FP  | PTS |
| 1961-62   | 24   | St. Louis Hawks | NBA  |      | 5 |     | 6.8 | 0.6 | 3.0 | .200 |    |     |     | 1.2 | 1.4 | .857 |       |        | 1.4 | 1.2  |     |     |     | 1.8 | 2.4 |
| Total     |      |                 | NBA  |      | 5 |     | 6.8 | 0.6 | 3.0 | .200 |    |     |     | 1.2 | 1.4 | .857 |       |        | 1.4 | 1.2  |     |     |     | 1.8 | 2.4 |